# عظائيات ضفدعية
العظائيات الضفدعية (الاسم العلمي: Batrachosauria) هي مجموعة تصنيفية عليا تتبع طائفة شبيهات الزواحف.

## التصنيف
- رتبة †سيموريات الشكل
  - الفصيلة †السيمورية
    - †السيمور

  - الفصيلة †الكوتلاسية
    - †الكوتلاس
- السلويات
  - الزواحف
    - زواحف حقيقية
    - †نظيرات الزواحف

  - مندمجات الأقواس
    - زواحف شبه ثديية